# 電話リレーサービス
電話リレーサービス（でんわリレーサービス、Telecommunication Relay Service）とは、聴覚障害者など、電話の利用が困難な人が通訳オペレーターを介して電話の利用をサポートするサービス。

## 概要
サービスは聴覚障害を持つ人の電話の利用と連絡を、手話ができる通訳オペレーターがサポートすることが目的である。
サービスを利用する際には、まずオペレーターに連絡先とその電話番号を伝え、オペレーターはその連絡先にオペレーターであることを名乗った上で電話をし利用者と連絡先を繋ぐ。利用者は手話やチャットでオペレーターに連絡先への用件を伝えて、それをオペレーターが翻訳し連絡先に伝える。また、連絡先からの情報はオペレーターが手話やチャットの形で利用者に伝えることで電話の利用を容易にしている。
2020年までに世界25か国以上でサービスが提供されており、日本では2013年から日本財団がサービスのモデルプロジェクトを行なっていたが、2020年6月5日に「聴覚障害者等による電話の利用の円滑化に関する法律」が可決・成立となり、同年12月1日から施行されたのを経て、2021年7月1日より日本財団の関連法人である一般財団法人日本財団電話リレーサービスが提供する公的サービスとして運用が開始された。

## 日本での運用
前述の日本財団のサービスでは2020年9月現在全国で約12200人が利用し、月に23000コール以上のサービス提供をしている。また、2021年7月1日から24時間365日対応する形で正式なサービスが開始され、サービスインに先だって5月中旬から利用者の事前登録が開始された。併せて、電話リレーサービス料を設定し、2021年7月から全国の固定電話や携帯電話（MVNO含む）・IP電話から1番号当たり、年間6〜7.7円程度を各電話事業者を通して徴収する。
また、日本財団はサービスの知名度向上のため新千歳空港・羽田空港・成田空港・筑波技術大学・あかし市民広場・福岡空港に「手話対応型公衆電話ボックス『手話フォン』」を設置している。

### 動画
- 電話リレーサービスってご存知ですか? - 全日本ろうあ連盟 2018.2
- 電話と電話リレーサービスのマナー - 日本財団電話リレーサービス・モデルプロジェクト 2017.8